# Christiane Ufholz
Christiane Ufholz, geb. Wunder (* 1. September 1947 in Leipzig; † vor oder am 1. Januar 2023 in Berlin), war eine deutsche Rock-, Jazz- und Bluessängerin. Sie lebte bis 1976 in der DDR, wo sie zu den bedeutendsten Vokalistinnen gehörte und mit namhaften Musikern auf der Bühne stand. Nach der Wende konnte sie an ihre früheren Erfolge anknüpfen.

## Leben und Werk
Christiane Ufholz sang als Kind zehn Jahre lang im Leipziger Rundfunk-Kinderchor. Nach ihrer Schulzeit erlernte sie den Beruf der Friseurin.
Ihre Karriere als Rocksängerin begann sie bei den Butlers, einer von Klaus Renft gegründeten Amateurband aus Leipzig. Nach dem Verbot der Band, welches die Leipziger Beatdemo auslöste, wechselte Ufholz zu Studio Team Leipzig, einer Amateurband, bei der zeitweilig auch Uschi Brüning und Regine Dobberschütz sangen.
Ab 1972 sang Ufholz beim Dresden-Septett, einer von Gerhard Zachar geleiteten Jazzrockband, aus der ein Jahr später Lift entstand. Lift spielte damals Blues, Soul und Gospel und wurde geprägt durch den Gesang von Stephan Trepte und Christiane Ufholz. Gemeinsam mit der Band nahm sie von 1973 bis 1975 mehrere Singles beim DDR-Plattenlabel Amiga auf. Während der Zusammenarbeit mit Musikern wie Franz Bartzsch, Stephan Trepte, Till Patzer und Wolfgang Scheffler war sie musikalisch gereift und hatte sich zu einer professionellen Sängerin entwickelt, als Klaus Lenz auf sie aufmerksam wurde.
1975 ging sie mit einer der Klaus Lenz Big Bands auf Tournee und nahm mit der Band eine weitere Schallplatte auf. Inzwischen hatte sie sich als Jazzsängerin profiliert und wurde von Günther Fischer 1976 als Gastsolistin in sein Sextett geholt. Gemeinsam mit Fischer und Manfred Krug gab sie mehrere Konzerte, begleitete Krug in einem Lied auf dessen LP Du bist heute wie neu und sang nach Kompositionen von Günther Fischer in dem DEFA-Film Hostess von Rolf Römer.
Ende 1976 übersiedelte Christiane Ufholz in die Bundesrepublik Deutschland. Davor hatte sie bereits mit als eine der ersten einen Offenen Brief gegen die Ausbürgerung Wolf Biermanns unterzeichnet. Mit der Ausreise aus der DDR war ihre Karriere vorerst beendet, und sie ging zurück in den Friseurberuf.
In West-Berlin gründeten Eberhard Klunker und Olaf Wegner 1980 die Band Windminister. Sie spielten zuvor gemeinsam in der Hansi Biebl Blues Band, die in der DDR 1975 nach der Flucht der beiden ein Auftrittsverbot erhielt. Zu Windminister gehörten außerdem der ehemalige Sänger der Klaus Renft Combo, Thomas Monster Schoppe, Klaus Renft und Christiane Ufholz. Das Bandprojekt erwies sich jedoch als nicht besonders erfolgreich, sodass die drei schon nach kurzer Zeit die Band wieder verließen. Klunker und Wegner behielten den Bandnamen bei und machten als Gitarrenduo weiter. Nach der Wende kam es erneut zu einer Zusammenarbeit zwischen Windminister und Ufholz. Gemeinsam gingen sie in den Neuen Bundesländern auf Tournee und waren so erfolgreich, dass Ufholz ihr Comeback startete.
Auch Klaus Renft ging Anfang der 1990er-Jahre zurück in den „Osten“ und startete 1997/1998 seine „… als ob nichts gewesen wär“-Tour und wurde von Peter Cäsar Gläser, Gerulf Pannach und Christiane Ufholz begleitet. Auf dem Geburtstagskonzert zum 60. Geburtstag Klaus Renfts und dem Gedenkkonzert zum 40. Jahrestag der „Leipziger Beatdemo“ im Oktober 2005 stand sie erneut mit ihm auf der Bühne. Am 21. November 2006 nahm sie an seiner Beerdigung teil und trat gemeinsam mit Hans-Jürgen Beyer, der Renftband und Cäsar’s Spieler auf dem Klaus-Renft-Gedenkkonzert: „Es war da eine Zeit…“ auf.
Von 2002 bis 2009 arbeitete Ufholz mit der Jonathan Blues Band zusammen und gab wieder regelmäßig Konzerte (beispielsweise „East Blues Session“ auf dem Köpenicker Blues und Jazz Festival in Berlin und dem Internationalen Bluesfestival Rostock).
Ab 2009 trat Christiane Ufholz vorwiegend mit dem Gitarristen Eberhard Klunker auf. Im Januar 2011 erschien die CD LIVE 2010 des Duos.
Am Neujahrsmorgen 2023 wurde sie tot in ihrer Berliner Wohnung aufgefunden. Ufholz wurde 75 Jahre alt. Sie hat einen Sohn.

## Diskografie

### Singles mit Lift
- 1973: Wenn (nur A-Seite, Amiga)
- 1974: Lied von den Anden (nur B-Seite, Eterna)
- 1974: Komm doch einfach mit / Jeder Tag ist eine lange Reise (Amiga)
- 1974: Skandal / Regentag (Amiga)

### Singles mit Theo-Schumann-Formation
- 1975: Es ist vorbei / Nachtballade (Amiga)

### Alben (Kompilationen und Beteiligung als Sängerin)
- 1975: 20 × Beat (Amiga) (Lift, ein Lied mit Christiane Ufholz)
- 1975: Klaus Lenz Big Band (Amiga) (Klaus Lenz Big Band, zwei Lieder mit Christiane Ufholz)
- 1976: Du bist heute wie neu (Amiga) (Manfred Krug & Günther Fischer Quintett, ein Lied mit Christiane Ufholz als Christiane Wunder)
- 1999: Nach Süden (Ari Extra) (Lift, einige Lieder mit Christiane Ufholz)
- 2008: Hits und Raritäten (Sechszehnzehn) (Lift, sieben Lieder mit Christiane Ufholz)
- 2010: LIVE 2010 (Marktkram/Buschfunk) (Christiane Ufholz & Eberhard Klunker)
- 2014: Beautiful Machines (Marktkram/Buschfunk) (Christiane Ufholz & Eberhard Klunker)

### DVDs
- Konzert für Franz Bartzsch (Sony Music 2010)